# Josh Brownhill
Joshua Brownhill (Warrington, Cheshire, Inglaterra, 19 de diciembre de 1995) es un futbolista británico. Juega de centrocampista y se encuentra sin equipo.

## Trayectoria

### Preston North End
Pasó por las inferiores del Warrington Town y el Manchester United ante de entrar en las divisiones juveniles del Preston North End en la temporada 2012-13 y debutó con el primer equipo el 8 de octubre de 2013 en el Football League Trophy.
Brownhill anotó el gol de la victoria en su primer encuentro como titular el 19 de octubre de 2013 ante el Gillingham y fue elogiado por su entrenador Simon Grayson por su actuación.

#### Préstamo a Barnsley
El 14 de enero de 2016 fue enviado a préstamo al Barnsley de la League One, inicialmente por un mes. Anotó su primer gol en Barnsley el 5 de marzo en la victoria por 3:1 sobre el Walsall. Su préstamo se extendió por toda la temporada el 1 de febrero de 2016.

### Bristol City
El 2 de junio de 2016 se anunció su fichaje por dos años por el Bristol City.

### Burnley
El 30 de enero de 2020 fichó por el Burnley de la Premier League.

## Estadísticas
Actualizado al último partido disputado el 3 de mayo de 2025.
| Club                               | Div.          | Temporada     | Liga  | Liga  | Copas nacionales | Copas nacionales | Total | Total |
| Club                               | Div.          | Temporada     | Part. | Goles | Part.            | Goles            | Part. | Goles |
| ---------------------------------- | ------------- | ------------- | ----- | ----- | ---------------- | ---------------- | ----- | ----- |
| Preston North End F. C. Inglaterra | 3.ª           | 2013-14       | 25    | 3     | 5                | 0                | 30    | 3     |
| Preston North End F. C. Inglaterra | 3.ª           | 2014-15       | 18    | 2     | 10               | 0                | 28    | 2     |
| Preston North End F. C. Inglaterra | 2.ª           | 2015-16       | 3     | 0     | 3                | 1                | 6     | 1     |
| Preston North End F. C. Inglaterra | Total club    | Total club    | 46    | 5     | 18               | 1                | 64    | 6     |
| Barnsley F. C. Inglaterra          | 3.ª           | 2015-16       | 25    | 3     | 2                | 0                | 27    | 3     |
| Barnsley F. C. Inglaterra          | Total club    | Total club    | 25    | 3     | 2                | 0                | 27    | 3     |
| Bristol City F. C. Inglaterra      | 2.ª           | 2016-17       | 27    | 1     | 5                | 0                | 32    | 1     |
| Bristol City F. C. Inglaterra      | 2.ª           | 2017-18       | 45    | 5     | 6                | 0                | 51    | 5     |
| Bristol City F. C. Inglaterra      | 2.ª           | 2018-19       | 45    | 5     | 4                | 1                | 49    | 6     |
| Bristol City F. C. Inglaterra      | 2.ª           | 2019-20       | 28    | 5     | 1                | 0                | 29    | 5     |
| Bristol City F. C. Inglaterra      | Total club    | Total club    | 145   | 16    | 16               | 1                | 161   | 17    |
| Burnley F. C. Inglaterra           | 1.ª           | 2019-20       | 10    | 0     | ―                | ―                | 10    | 0     |
| Burnley F. C. Inglaterra           | 1.ª           | 2020-21       | 33    | 0     | 3                | 1                | 36    | 1     |
| Burnley F. C. Inglaterra           | 1.ª           | 2021-22       | 35    | 2     | 3                | 0                | 38    | 2     |
| Burnley F. C. Inglaterra           | 2.ª           | 2022-23       | 41    | 7     | 7                | 0                | 48    | 7     |
| Burnley F. C. Inglaterra           | 1.ª           | 2023-24       | 33    | 4     | 2                | 0                | 35    | 4     |
| Burnley F. C. Inglaterra           | 2.ª           | 2024-25       | 42    | 18    | 2                | 0                | 44    | 18    |
| Burnley F. C. Inglaterra           | Total club    | Total club    | 194   | 31    | 17               | 1                | 211   | 32    |
| Total carrera                      | Total carrera | Total carrera | 410   | 55    | 53               | 3                | 463   | 58    |
| 1.                                 |               |               |       |       |                  |                  |       |       |

## Palmarés

### Títulos nacionales
| Título                 | Club           | País       | Año     |
| ---------------------- | -------------- | ---------- | ------- |
| Football League Trophy | Barnsley F. C. | Inglaterra | 2015-16 |